# Кути (зупинний пункт)
Кути́ — пасажирський залізничний зупинний пункт Рівненської дирекції Львівської залізниці розташований на двоколійній електрифікованій змінним струмом лінії Здолбунів — Красне.
Розташований біля села Кути Буського району Львівської області між станціями Заболотці (7 км) та Ожидів-Олесько (6 км).
На зупинному пункті зупиняються приміські поїзди.